# مونتاین تاپ (پنسیلوانیا)
مونتاین تاپ (به انگلیسی: Mountain Top) یک منطقهٔ مسکونی در ایالات متحده آمریکا است که در شهرستان لوزرن، پنسیلوانیا واقع شده‌است. مونتاین تاپ ۳۹٫۰ کیلومتر مربع مساحت و ۱۰٬۹۸۲ نفر جمعیت دارد.